# Cơ cấu cam
Cơ cấu cam là một loại cơ cấu khớp cao dùng để truyền chuyển động. Có thể tạo nên chuyển động qua lại (có lúc dừng) theo 1 quy luật cho trước của khâu bị dẫn.
Cam là cơ cấu dẫn, cần là cơ cấu bị dẫn. Khi cam và cần ở trong cùng 1 mặt phẳng,hoặc ở trên các mặt phẳng song song ta có cơ cấu cam phẳng, khi cam và cần không cùng nằm trên 1 mặt phẳng hoặc 2 mặt phẳng không song song ta có cơ cấu cam không gian.
Trong cơ cấu cam, cam và cần được nối với giá bằng khớp thấp(khớp trượt, khớp quay), và nối với nhau bằng khớp cao. Thông thường cam nối với giá bằng khớp quay; khi cần nối với giá bằng khớp trượt ta được cơ cấu cam cần đẩy, cần khi đó sẽ chuyển động tịnh tiến qua lại; khi cần nối với giá bằng khớp quay ta được cơ cấu cam cần lắc, cần khi đó chuyển động lắc qua lắc lại
Thành phần khớp cao trên cam nối cam với cần là 1 đường cong kín gọi là biên dạng cam.
Các thông số cơ bản của cam gồm có các đường kính lớn nhất và nhỏ nhất của cam,các góc công nghệ, độ lệch tâm và các góc định kì